# Neoferdina insolita
Neoferdina insolita är en sjöstjärneart som beskrevs av Livingstone 1936. Neoferdina insolita ingår i släktet Neoferdina och familjen Ophidiasteridae. Inga underarter finns listade i Catalogue of Life.

## Bildgalleri

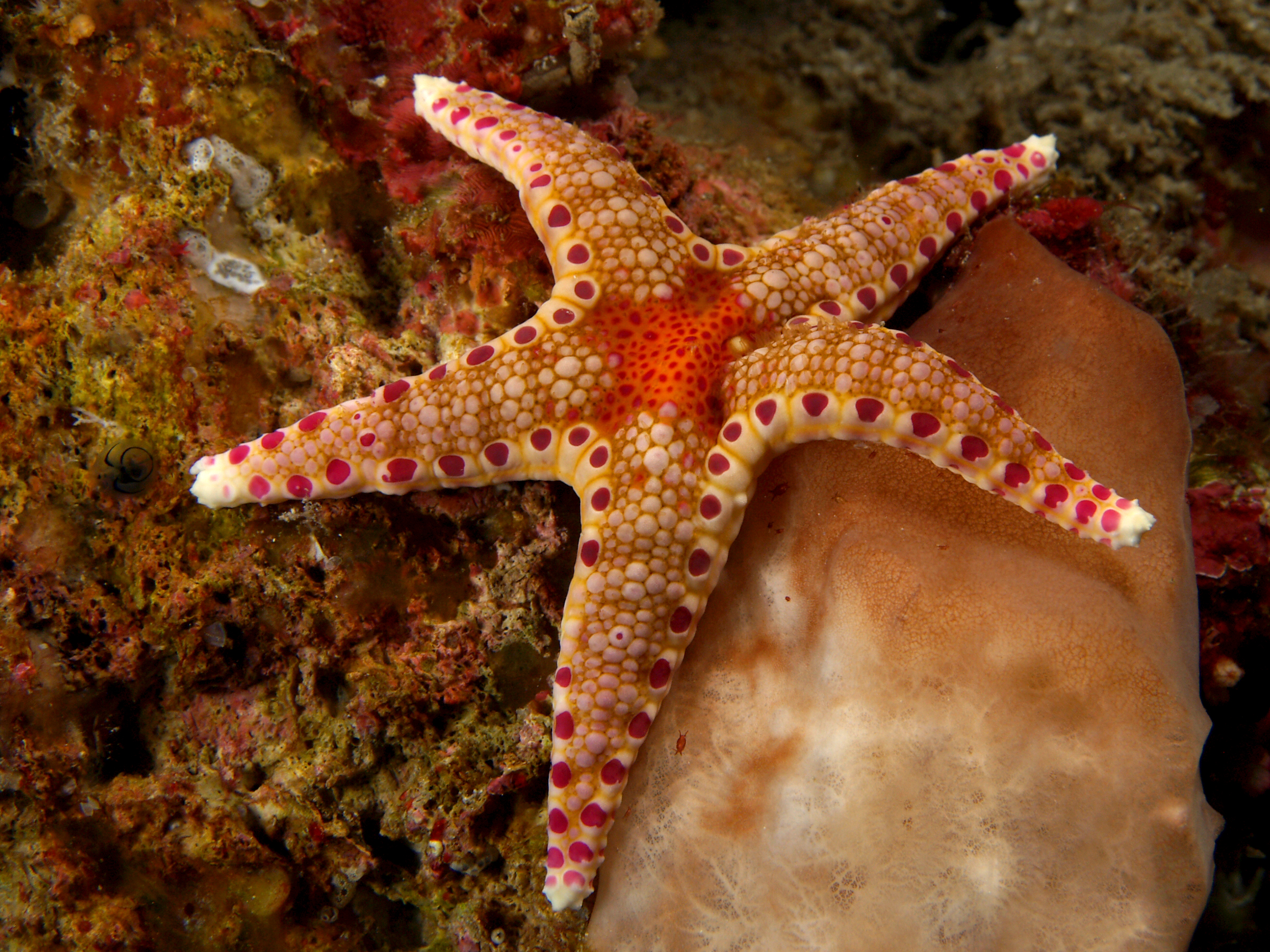